# Văleni (okręg Marmarosz)
Văleni – wieś w Rumunii, w okręgu Marmarosz, w gminie Călinești. W 2011 roku liczyła 1323 mieszkańców.